# Bánhidi Olivér
Bánhidi Olivér (Taktaharkány, 1951. –) magyar vegyész.

## Életpályája és munkássága
Általános iskolai tanulmányait szülőfalujában, középiskolai tanulmányait a Sárospataki Rákóczi Gimnáziumban végezte. 1976-ban szerzett okleveles vegyész diplomát a KLTE TTK vegyész szakán Debrecenben, majd 1980-ban korróziós szakmérnök másoddiplomát a BME Vegyészmérnöki Karán. 1998-ban PhD fokozatot szerzett a KLTE TTK doktori iskolájában.
1976 és 1992 között a Diósgyőri Gépgyár Vegyészeti, később Vegyi Technológiai osztályán dolgozott, kezdetben korrózióvédelmi eljárásokkal, majd kémiai anyagvizsgálatok modernizálásával foglalkozott. 1992 és 2001 között a Metalcontrol Kft.-nél tevékenykedett laboratóriumi mérnökként, majd 2000-től laboratóriumvezetőként. 2001 és 2007 között a DAM-STEEL, majd DAM 2004 Kft. Anyagvizsgáló Laboratóriumainak vezetője volt.
1999-től egyetemi oktatóként is dolgozott a Miskolci Egyetemen. 2007-től főállású egyetemi docensként, 2014-es nyugdíjazásáig a Kémiai Intézet oktatója volt. 2014-ben a Műszaki Anyagtudományi Kar címzetes egyetemi tanár címet adományozott számára. Nyugdíjba vonulása után is aktív oktatási és kutatási tevékenységet folytat.
2010-től a Nemzeti Akkreditáló Hatóság szakértője és minősítője. A Magyar Kémikusok Egyesületének tagja, a Borsod-Abaúj-Zemplén Megyei szervezet szervező titkára. 2010-től a Miskolci Akadémiai Bizottság Analitikai Kémiai Munkabizottságának elnöke. 1993-tól a Spektrokémiai Társaság aktív tagja.

## Kutatási területek
Főbb kutatási területei közé tartozik az elektrokémia, a korróziós folyamatok vizsgálata, az analitikai kémia, a kemometria és a környezetvédelem. Részt vett ipari és környezetvédelmi projektekben, többek között korrózióvédelmi eljárások fejlesztésében, műszeres analitikai módszerek bevezetésében és szennyvízkezelési technológiák kidolgozásában.

## Díjai, elismerései
- Magyar Kémikusok Egyesülete Nívódíja (2010)
- Verő József Emlékérem (2013)
- Miskolci Egyetem Kiváló Oktató kitüntetés (2014)
- A Magyar Érdemrend lovagkeresztje (2021)

## Magánélet
Felsőzsolcán él, nős, három gyermeke és három unokája van.